# Serguei Taràssov
Serguei Petróvitx Taràssov (en rus: Сергей Петрович Тарасов) (Staroaleyskoye, Unió Soviètica 1965) és un biatleta rus, ja retirat, que competí a la dècada del 1990.

## Biografia
Va néixer el 15 de febrer de 1965 a la població de Staroaleyskoye, situada al krai de l'Altai, que en aquells moments formava part de la Unió Soviètica i avui en dia forma part de la Federació Russa.

## Carrera esportiva
Va participar en els Jocs Olímpics d'Hivern de 1994 realitzats a Lillehammer (Noruega) en representació de Rússia, on aconseguí guanyar tres medalles olímpiques: la medalla d'or en la prova de 20 km, la medalla de plata en els relleus 4x7,5 km i la medalla de bronze en els 10 km. esprint. En els Jocs Olímipcs d'hivern de 1998 realitzats a Nagano (Japó) aconseguí guanyar la medalla de bronze en els relleus 4x7,5 km i finalitzà quinzè en els 20 km i vint-i-dosè en els 10 km. esprint.
Al llarg de la seva carrera guanyà 9 medalles en el Campionat del Món de biatló, destacant els títols aconseguits el 1996 en 20 km i en relleus 4x7,5 quilòmetres.